# مازون (ایتالیا)
مازون (به ایتالیایی: Masone) یک کومونه در ایتالیا است که در استان جنوا واقع شده‌است.

## خصوصیات
مازون ۲۹٫۸ کیلومترمربع مساحت و ۴٬۰۲۰ نفر جمعیت دارد و ۴۰۶ متر بالاتر از سطح دریا واقع شده‌است.